# 詩的夜想曲 (スクリャービン)
詩的夜想曲（ポエム・ノクチュルヌ、仏: Poème-Nocturne）作品61は、アレクサンドル・スクリャービンが1911年に作曲したピアノ曲である。
ソナタ形式で書かれており、第1主題は「気まぐれな優雅さで」、第2主題は「けだるく」と記されている。完全な無調の曲である。

## 参考資料
- 『プロコフィエフ：ピアノ・ソナタ第4番・第6番 他 スヴャトスラフ・リヒテル（ピアノ）』（UCCD9967)のブックレット（解説：松原孝）